# Fernando Alonso (autóversenyző)
Fernando Alonso Díaz (IPA: [feɾˈnando aˈlonso ˈði.aθ], kiejtéseⓘ; Oviedo, 1981. július 29. –) spanyol autóversenyző, 2005, valamint 2006 Formula–1-es világbajnoka, egyben az eddigi harmadik legfiatalabb (Sebastian Vettel és Lewis Hamilton után) és egyetlen spanyol nemzetiségű Formula–1-es világbajnok. A 2018-as és a 2019-es Le Mans-i 24 órás verseny, valamint a 2019-es Daytonai 24 órás verseny győztese. Jelenleg az Aston Martin Formula–1-es csapatának pilótája.
Munkásosztálybeli családba született, és már hároméves kora óta gokartozott. A sikereket követően 17 évesen kapcsolódott be az autóversenyzésbe, ahol megnyerte az Euro Open by Nissan sorozatot 1999-ben, majd a következő évben negyedik lett a nemzetközi Formula-3000 bajnokságban. 2001-ben mutatkozott be a Formula–1-ben, akkor a Minardi csapat pilótájaként, majd a Renault istállóhoz szerződött, ahol első évében még csak tesztpilóta volt. A csapattal 2005-ben és 2006-ban két világbajnoki címet is szerzett, ő lett akkor a legfiatalabb pole-pozíciós, a legfiatalabb futamgyőztes, a legfiatalabb egyszeres és kétszeres világbajnok. Ezután a McLarenhez szerződött, ahol mindössze egyetlen ponttal bukta el a világbajnoki címet, és két évre visszament a Renault-hoz. 2010-től öt éven át a Ferrari versenyzője volt, ahol kétszer is szoros küzdelemben vesztette el a bajnokságot. Ezután még négy évet töltött el a McLaren csapatánál, amelynél a gyenge autó miatt esélye sem volt megismételni a korábbi sikereket. 2018-ban bejelentette visszavonulását, ám 2021-ben visszatért, ezúttal az Alpine csapatnál (mely a Renault sportmárkája). Két év után átszerződött az Aston Martinhoz.
Alonso a 2022-es szingapúri nagydíj óta a valaha legtöbb futamon induló versenyző lett. Első visszavonulásakor 32 futamgyőzelmet, 22 pole-pozíciót és 311 futamból 1899 pontot tudhatott magáénak. Ő az egyetlen spanyol Formula–1-es világbajnok. Egyéb sikerei közt említhető a 2001-es Race of Champions győzelem, illetve három verseny az Indianapolisi 500-on. Számtalan kitüntetés birtokosa, és kétszer került beiktatásra az FIA Hírességek Csarnokába. Van saját e-sport- és juniorkategóriás-versenycsapata, saját divatmárkája, emellett a UNICEF jószolgálati nagykövete.

## Pályafutása

### A Formula–1 előtt
Alonso egy kétgyermekes családban született Spanyolország Asztúria tartományában. Édesanyja, Ana Díaz egy áruházban, édesapja, José Luis Alonso a szerelőként egy robbanószergyárban dolgozott. Van egy nővére, Lorena, aki orvos.
Fernando Alonso édesapja amatőr gokartversenyző is volt, aki szerette volna, ha gyermekei is osztoznak szenvedélyében. Épített egy kis, Formula–1-es autót formázó gokartot akkor nyolcéves lányának, aki azonban nem mutatott érdeklődést a sport iránt, a hároméves Fernandónak azonban megtetszett a gokartozás és ez meg is határozta a jövőjét. A családnak nem volt sok pénze, így Alonsónak meg kellett tanulnia slick gumikon vezetni esős időben, naponta kellett gyakorolnia, az édesanyja pedig saját kezűleg varrta a versenyzői overalljait. Apja egyszerre lett a szerelője, a tanácsadója, a menedzsere, és a könyvelője.
Első versenyét Pola de Lavianában nyerte, 1988-ban, és ebben, valamint a következő évben is nyert két területi bajnokságot. Innentől kezdve édesapja különböző spanyolországi gokartversenyekre nevezte be fiát, Alonso pedig általában sikeres is volt. Sikereire felfigyeltek, és Genís Marco személyében egy tehetős támogatót is szerzett, aminek hála már európai bajnokságokban is részt tudott venni. Nyert három spanyol gokart bajnokságot (1994, 1996, 1997), második helyezést szerzett a Gokart Európa-bajnokságon és 1996-ban megnyerte a Junior Gokart Világbajnokságot.
1999-ben kezdett el autókkal versenyezni a Formula Nissan Open sorozatban. Ekkor találkozott az egykori spanyol Formula–1-es versenyzővel, Adrián Camposszal, aki a menedzsere lett. Alonso megnyerte a bajnokságot, 2000-ben pedig a Formula–3000-ben folytatta pályafutását. Ebben a sorozatban egy futamot nyert (Spa-Francorchamps) és a bajnokság negyedik helyén végzett.

### A Formula–1-ben

#### Minardi és Renault (2001-2006)

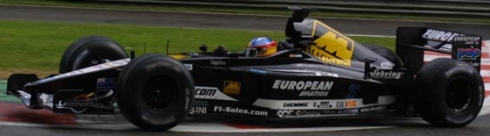
Alonso a Minardi volánja mögött

Teljesítménye nyomán felfigyelt rá a Benetton csapatfőnöke, Flavio Briatore és menedzseri szerződést kötött vele, 2000 decemberében. Miután egy évet a csapat teszt- és tartalékpilótájaként töltött, a 2001-es szezont – mindössze 19 évesen – a Minardi csapat versenyzőjeként kezdhette meg.

A Minardi a mezőny leggyengébb autója volt, és Alonso nem tudott vele pontot szerezni, de az edzéseken rendre csapattársa előtt végzett, többször erősebb autókat megelőzve. Debütáló évének legnagyobb eredménye, hogy Formula–1-es tapasztalatokra tehetett szert egy viszonylag nyomás nélküli környezetben. Az évet két tizedik hellyel zárta.

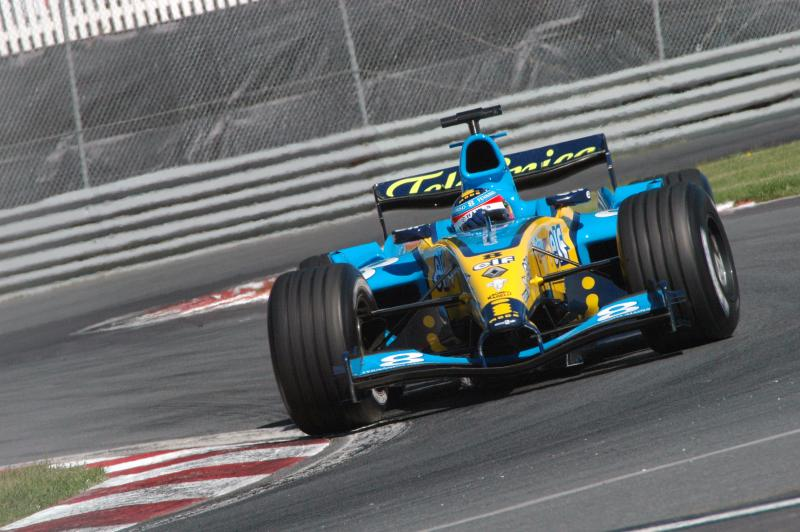
Alonso a 2004-es kanadai nagydíjon

2002-ben menedzsere, Flavio Briatore úgy döntött, hogy a Renault-hoz
 szerződteti Alonsót mint tesztpilótát, azzal a céllal, hogy ismerkedjen meg a csapattal, és hogy felkészüljön egy jövőbeli, állandó versenyzői szerepkörre. Erre már a következő évben sor is került.
Az idény során az olasz Jarno Trulli lett a csapattársa. Alonso hamar bebizonyította tehetségét, ugyanis a maláj nagydíjon megszerezte az első rajtkockát, amivel ő lett a Formula–1-es történelem addigi legifjabb pole-pozíciósa – Rubens Barrichello rekordját döntve meg. Később a szezon során, a magyar nagydíjon pályafutása első futamgyőzelmét is megszerezte – ez szintén rekord volt: Bruce McLarentől vette át a legfiatalabb futamgyőztes címet. A szezon végén Alonso 55 pontjával és négy dobogós helyezésével hatodik lett a világbajnoki pontversenyben. A még jobb eredménytől csak autójának megbízhatatlansága fosztotta meg mind őt, mind Trullit.

A 2004-es szezonban nem nyert versenyt, bár szerzett négy dobogót és Franciaországban egy pole pozíciót – csapattársa, Jarno Trulli azonban győzött Monacóban. Az év második felében azonban Trulli eredményei egyre gyengébbek lettek, végül három futammal a szezon vége előtt el is bocsátották a csapattól, noha ekkor még több ponttal rendelkezett a világbajnoki pontversenyben, mint Alonso. 59 ponttal végül a világbajnokság negyedik helyét szerezte meg.

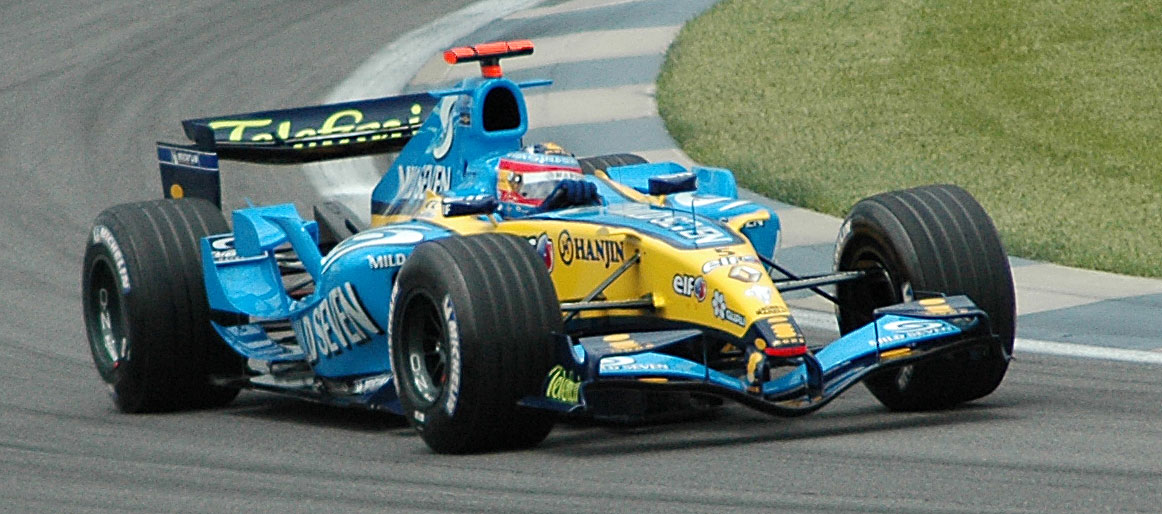
Alonso az indianapolisi időmérőn, 2005-ben

2005-ben Alonso új csapattársat kapott Giancarlo Fisichella személyében, aki győzelemmel mutatkozott be a Renaultnál Ausztráliában, míg Alonso a harmadik helyen végzett. Ezt követően a spanyol három futamot nyert sorozatban (Malajzia, Bahrein, San Marino), s fölényes vezetést szerzett a világbajnoki pontversenyben. A szezon során még négy versenyt nyert, (Nürburgring, Magny-Cours, Hockenheim, Sanghaj) és Brazíliában bebiztosította a világbajnoki címet. Alonso 24 évesen és 59 naposan a Formula–1 addigi történetének legfiatalabb világbajnoka lett, az autója miatt szenvedő Michael Schumachert maga mögé utasítva, aki addig zsinórban öt, összesen hét világbajnoki címet szerzett.
A szezon során a McLaren-Mercedes versenyzője, Kimi Räikkönen került a legközelebb ahhoz, hogy veszélyeztesse Alonso elsőségét, ám a McLaren gyakori megbízhatósági problémái miatt sosem alakult ki igazán éles helyzet kettejük között sem a világbajnoki pontversenyben, sem pedig a versenypályán. A Renault-nak kedvezett az az új szabály is, hogy a futam közben nem lehetett kereket cserélni, és hogy a motoroknak két versenyhétvégét ki kellett bírniuk. Räikkönen két alkalommal is Alonso elől esett ki a versenyből (Nürburgring, Hockenheimring) és számos alkalommal kellett motorcsere miatt a mezőny közepéről indulnia. Alonso végül 21 ponttal verte meg Räikkönent a világbajnokságban (133 pont 112 pont ellenében). A Renault megszerezte a konstruktőri bajnoki címet is.

A 2005-ös szezont követően Alonso számos kitüntetésben részesült, különösen hazájában, ahol egy külön kifejezést is alkottak az ifjú Formula–1-es pilótát körülvevő rajongásra: "Alonsomania". A versenyző 2005 végén megkapta az „Asztúria Hercege-díjat”.

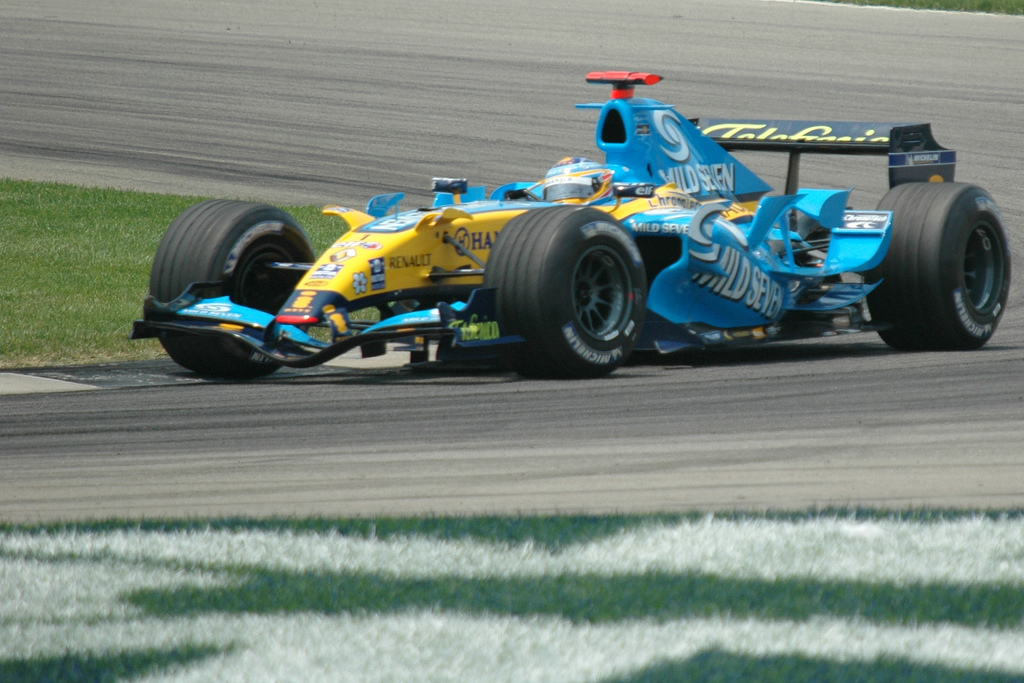
2006-ban, Indianapolisban

2006-ban címvédőként maradt a Renault csapatánál. A szezon során nyert hét futamot (Szahír, Melbourne, Catalunya, Silverstone, Monaco, Montreal, Szuzuka) szerzett hét második helyet (Sepang, Imola, Nürburgring, Magny-Cours, Istanbul, Shanghaj, Interlagos), nem volt harmadik, negyedik, de kétszer volt ötödik (Indianapolis, Hockenheim). Ebben az idényben Michael Schumacher volt a kihívója, akivel nagyon szoros küzdelmet folytatott, különösen az idény második felétől. A szezon elején ugyanis Alonso dominált: kilenc versenyből hatot megnyert, és a többin sem lett rosszabb, mint második. Ám az FIA szabálytalannak minősítette a Renault által az autóikban használt ún. hangolt tömegcsillapítót, amely a felfüggesztésbe került beépítésre. Ezt ki kellett szerelniük, a Ferrari viszont nem állt le a fejlesztési versennyel, aminek az lett az eredménye, hogy az utolsó előtti, japán nagydíjra pontegyenlőséggel érkezett a két rivális versenyző. Mivel ezt a versenyt Alonso megnyerte, Schumacher pedig kiesett, a szezonzáró brazil nagydíjon elegendő lett volna csak egyetlen pontot gyűjtenie a bajnoki címhez. Végül második lett, és ennek köszönhetően megszerezte második világbajnoki címét.

#### A McLarennél, majd ismét a Renault-nál (2007-2009)
Alonso és a McLaren akkori csapatfőnöke, Ron Dennis, titokban találkoztak a 2006-os japán versenyhétvége alatt. Dennis sikeresen győzte meg őt, hogy legyen a csapatuk pilótája, és alá is írtak egy 2007-től kezdődő hároméves szerződést. Szponzorációs kötelezettségei miatt egészen 2006. december 31-ig a Renault pilótája maradt, még az idény végeztével is, de 2006 novemberében a csapat elengedte a McLarenhez egy tesztre. Abban az évben a McLaren MP4-22 egyértelműen a mezőny legjobb konstrukciója volt, és Alonso szállította is a jó eredményeket. A szezon során kétszer indult pole-pozícióból (Monaco, Monza) és négy verseny nyert (Sepang, Monaco, Nürburgring, Monza). Legfőbb riválisai a Ferrarihoz frissen átigazolt Kimi Raikkönen és saját csapattársa, az újonc Lewis Hamilton voltak.

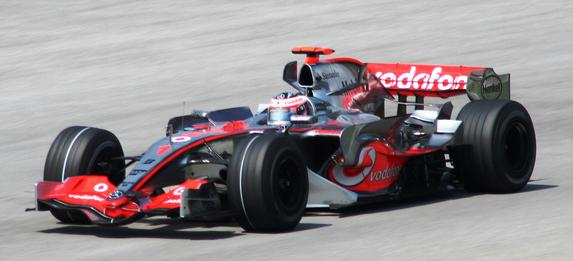
Alonso 2007-ben a maláj nagydíjon

Alonsonak számos konfliktusa akadt csapatával és csapattársával. Ellenségeskedésüket jól példázza a magyar nagydíj időmérő edzése, ahol Alonso feltartotta a boxban Hamiltont, miután az nem teljesítette a csapatutasítást. Bár Alonso a kvalifikáció utolsó pillanataiban megfutotta a győztes időt, manőveréért 5 helyes rajtrácsbüntetést kapott, míg Hamiltont nem büntették meg, így övé lett a pole-pozíció. A versenyt Hamilton nyerte, Alonso végül a 4. helyre kapaszkodott fel, nagyot csatázva Nick Heidfelddel, akit azonban nem tudott megelőzni.
Az idény során a McLaren belekeveredett az utóbb csak "kémbotrányként" elhíresült ügybe, aminek köszönhetően rekordösszegű büntetést, és a bajnokságból való diszkvalifikálást kapott a a csapat. Versenyzői azonban megtarthatták pontjaikat. A szezonzáró brazil nagydíj előtt a két McLarenes pilótán kívül még a Ferraris rivális Räikkönenek is volt esélye a vb-címre, ám a 7 pontos hátránya volt. Végül Hamilton verseny eleji hibáinak és a ferraris csapattárs, Felipe Massa segítségének köszönhetően, Räikkönen megszerezte a bajnoki címet, összetettben mindössze egy ponttal megelőzve a két McLarenest. Alonso 109 pontot szerzett az idény során, ugyanannyit, mint csapattársa, de mivel Hamilton többször végzett második helyen, ezért ő szerezte meg a bajnokság 2. helyét, Alonso csak bronzérmes lett. A csapattal való rossz viszonyra hivatkozással idő előtt felbontotta a szerződését. A McLaren megakadályozta, hogy általuk lehetséges kihívóknak tartott csapatokhoz igazolhasson, így 1+1 éves szerződést írt alá a Renault csapattal, ahol az újonc Nelson Piquet Jr. lett a csapattársa.

2008-ban a Renault már közel sem volt annyira erős, mint az azt megelőző években, Alonsónak is mindössze 9 pontot sikerült gyűjtenie az első hét futamon. Később fejlesztések érkeztek az autóhoz, így meg tudta nyerni a szingapúri és a japán futamokat. Az első győzelmét azonban beárnyékolta a "Crashgate" néven ismert eset, azaz hogy Nelson Piquet Jr. szándékosan, Flavio Briatore utasítására falhoz csapta az autóját, mert az emiatt elrendelt biztonsági autós fázis Alonsónak kedvezett. Akárhogy is, Alonso az utolsó öt futamon összesen 43 pontot szerzett, többet, mint bármelyik másik pilóta, és a bajnokságot az ötödik helyen zárta.

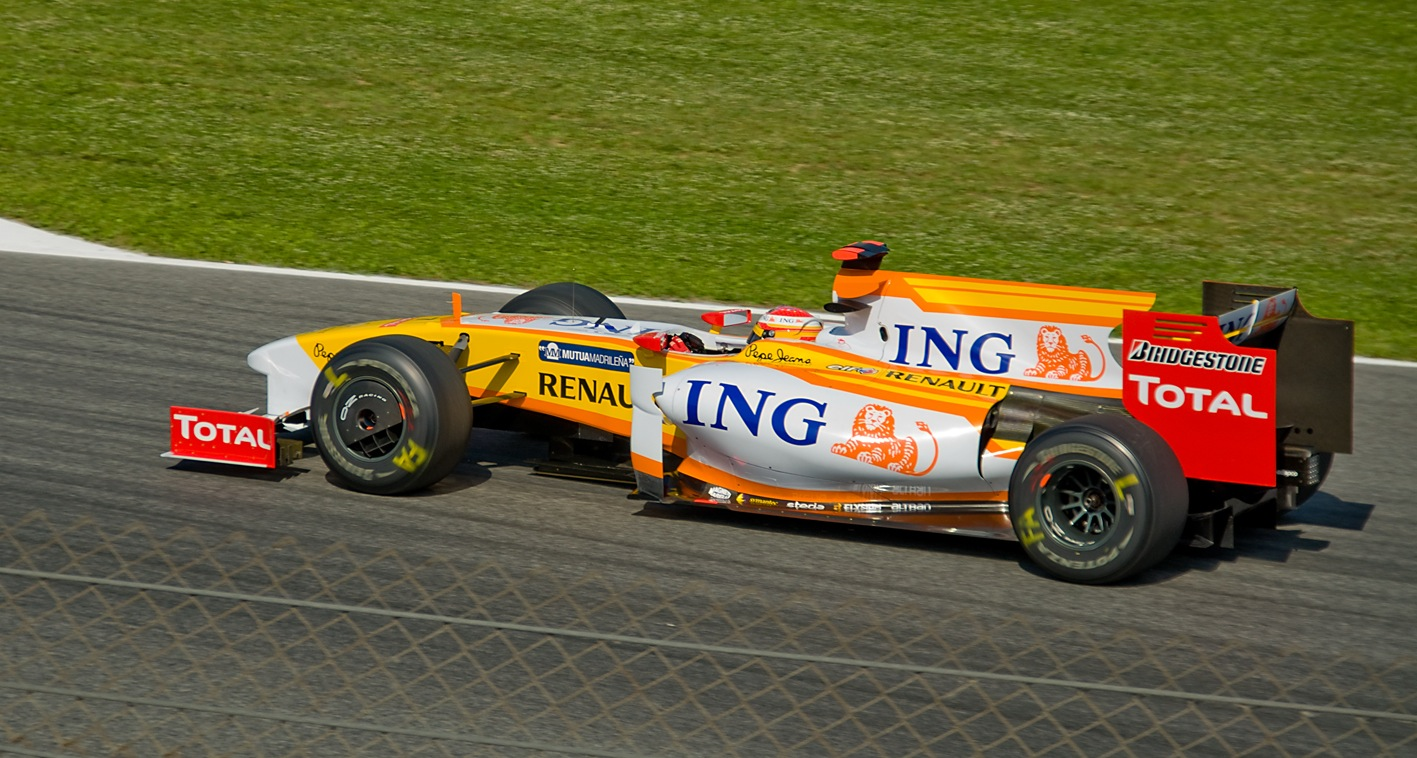
A 2009-es spanyol nagydíjon

A 2009-es évet egy, a szerződésében megtalálható opció miatt szabadúszóként kezdte, ugyanis a Renault nem volt a TOP3 csapat között. Kapott ajánlatot a Red Bulltól és a Hondától is, ő azonban úgy döntött, hogy marad a Renault-nál, és aláírt újabb két évre. Ez azonban hibás döntésnek bizonyult, mert a szabályváltozások fenekestől felforgatták a mezőnyt, és a Renault versenyképtelen lett, mert se a tempója nem volt meg, se a több rivális által kifejlesztett dupla diffúzor által nyújtott előny. Egész évben csak nyolcszor gyűjtött pontot, és egyetlen dobogós helyezést szerzett, a magyar nagydíjon pedig ugyan pole pozícióból indult, de korán fel kellett adnia a futamot egy rosszul rögzített kerék miatt. A bajnokságot 26 ponttal a kilencedik helyen zárta, ami hosszú idő után a legrosszabb eredménye volt.

#### Ferrari (2010-2014)

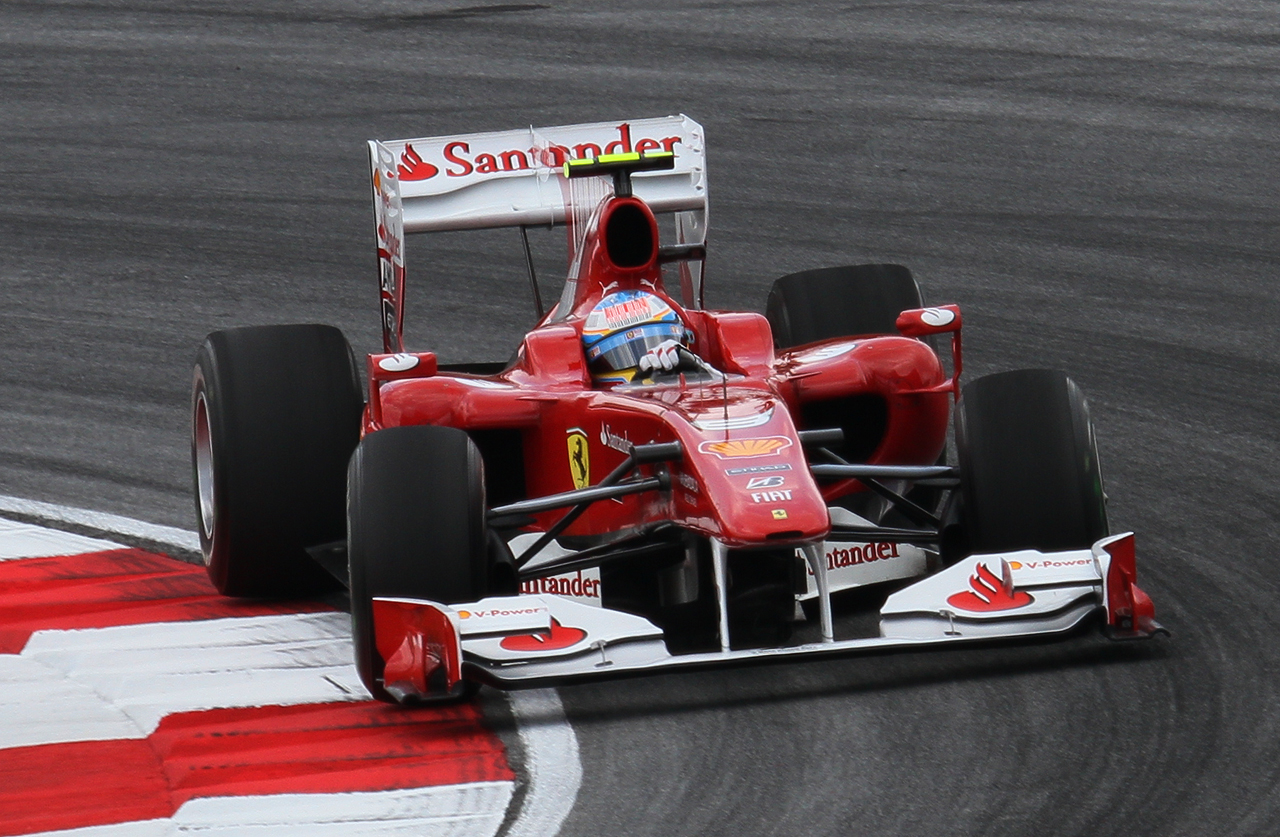
A 2010-es maláj nagydíjon

Luca di Montezomolo már 2009-ben szerette volna őt leszerződtetni, de Jean Todt csapatfőnök keresztülhúzta a számításait, és megtartotta a Ferrarinál a Massa-Raikkönen párost. A 2009-es idény közben aztán megállapodtak, hogy 2011-től a Ferrari versenyzője lesz, de erre végül egy évvel korábban sor került, részben azért, mert a Renault éppen belekeveredett a Crashgate-botrányba, részben pedig azért, mert szerződést bontottak Raikkönnenel. A 2010-es idényben Lewis Hamilton, valamint a Red Bull két pilótája, Mark Webber és Sebastian Vettel voltak a fő riválisai. Rögtön első ferraris versenyét megnyerte, és az idény során végig harcban volt a bajnoki címért, bár több hibát is ejtett az idény során. A szezonzáró abu-dzabi futamra így is a ponttáblázatot vezető pilótaként érkezett, de a világbajnoki címet így is elvesztette Sebastian Vettellel szemben, mert a futam során, egy kiállást követően képtelen volt megelőzni Vitalij Petrovot, és csak hetedik lett.
Mind Alonso, mind a csapat visszavágásra készült az utolsó futamon elszenvedett vereség miatt, de a Red Bull megállíthatatlan volt. Vettel fölényesen nyerte az évet 11 futamgyőzelemmel, és második bajnoki címét szerezte meg, komoly kihívó nélkül. A szezon futamainak többségén nem csak a Red Bull, hanem a McLaren is gyorsabb volt a tapadási gondokkal küzdő és a gumikat is erősen koptató Ferrainál. Alonso a szezonbeli egyetlen győzelmét Silverstone-ban aratta, 60 évvel csapata első sikere után, majd szerzett még további 9 dobogós helyezést, amely az összetettbeli 4. helyet jelentette. Érdekes, hogy Alonso többször is előkelő helyre zárkózott fel a futamok első felében, ám az autó tempója különösen a kemény gumikon elmaradt riválisaiétól, így rendre pozíciókat veszített. A bajnokságot végül a negyedik helyen zárta.
2012-ben Alonso újabb négy évre hosszabbított a Ferrarival. Ebben az évben újabb technikai szabályváltozások történtek, legfőbb kihívója pedig a címvédő Sebastian Vettel volt. Alonso három győzelemmel és a folyamatos pontgyűjtögetésekkel 40 pont előnyre tett szert a világbajnoki tabellán, azonban ez az előny vezetői hibák és Vettel felzárkózása folytán szép lassan elolvadt. A szezonzáró futamra úgy érkeztek, hogy Alonso már 13 pontos hátrányban volt, és úgy kellett volna legalább harmadikként célba érnie, hogy Vettel ne szerezzen pontot. Alonso hiába lett második (akárcsak két éve, ezúttal is képtelen volt előzni a szezonzárón a jobb eredményért, most Jenson Buttont nem tudta maga mögé utasítani). Vettel hatodik lett, így újfent elvesztette a világbajnoki címért vívott harcot.

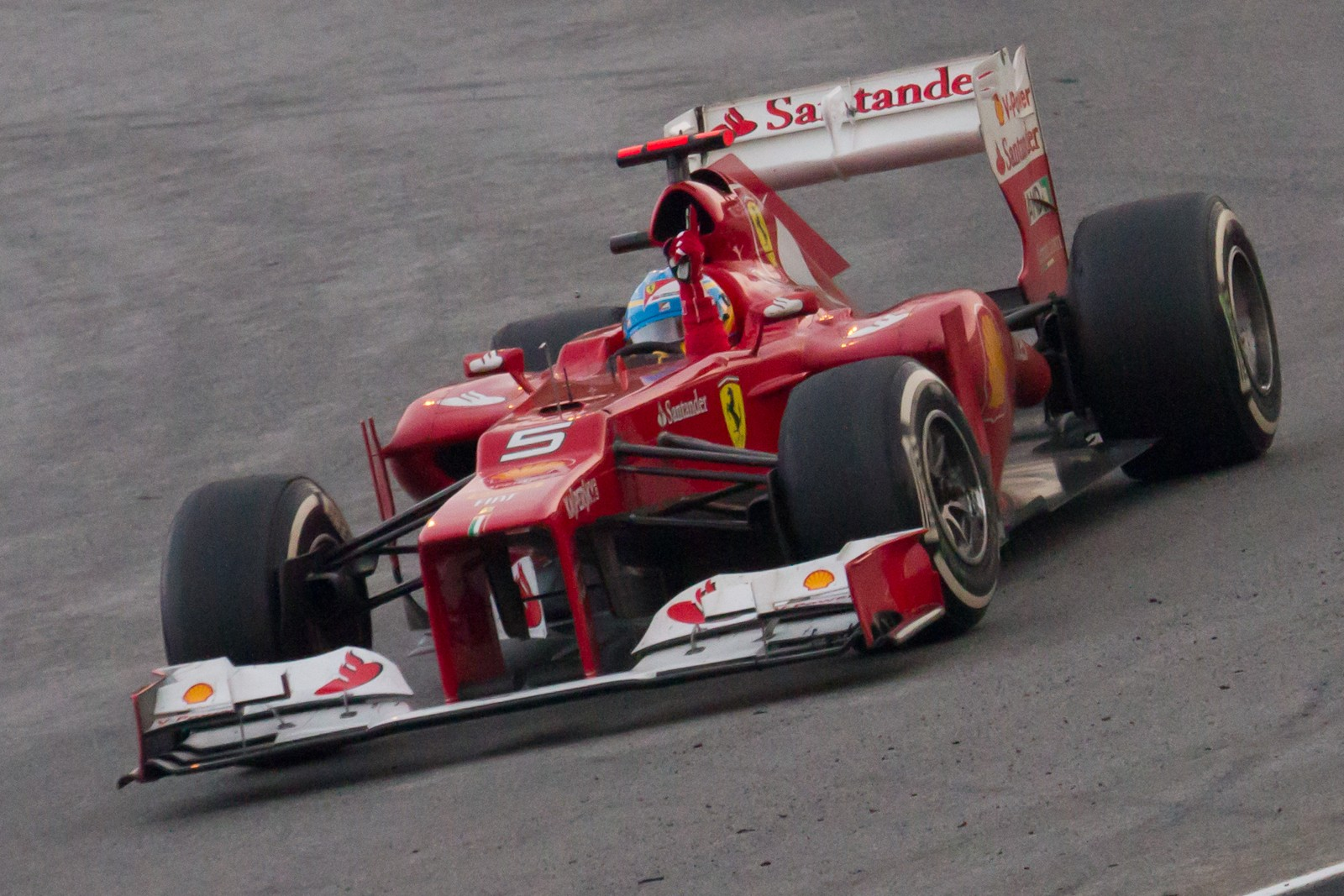
A maláj nagydíjon 2012-ben

2013-ban egy agresszív tervezési filozófia mentén épült Ferrarit vezetett Alonso, és a szezon elején úgy is tűnt, hogy lehet esélye a bajnoki címre, miután nyert Kínában és Spanyolországban is, és a pontokat is szépen gyűjtögette. Azonban ez a spanyol győzelme volt ezidáig az utolsó győzelme a Formula–1-ben, Vettel a szezon második felében tönkreverte a mezőnyt, és a Ferrari semmilyen újítással nem volt képes felvenni vele a versenyt. Alonso immár harmadszor veszítette el a világbajnoki címet, és emiatt a csapattal is megromlott a viszonya.
2014-ben beköszöntött az új turbókorszak a Formula–1-ben, és vele együtt az állandó rajtszámoké. Alonso a 14-est választotta, régi szerencsehozó gokart-rajtszáma után (ezzel a számmal, 14 évesen, július 14-én lett gokart-világbajnok). A Ferrari nem tudott megküzdeni az új korszak elvárásaival, és az idényben egyetlen győzelmet sem tudtak aratni, Alonso egy kínai harmadik hellyel, és egy magyar nagydíjon elért ezüstéremmel kellett, hogy beérje. A bajnokságban hatodik lett, a csapattársánál, Raikkönnennél pedig átlagosan fél másodperccel volt gyorsabb az időmérőkön.
Alonso az idény során több alkalommal is konfliktusba keveredett Marco Mattiacci csapatfőnökkel, aminek az lett a vége, hogy felbontotta az idény végével a szerződését.

#### Visszatérés a McLarenhez (2015-2018)
A Ferraritól való távozása után ismét a McLarenhez igazolt, méghozzá három évre. Mivel a Honda ebben az évben tért vissza a Formula–1-be a csapat partnereként, és mivel úgy vélte, hogy a gyár támogatásával világbajnok konstrukciót hozhat létre a csapat, kézenfekvőnek tűnt a váltás. Ám az események hamar rémálomszerű fordulatot vettek. Már a szezon eleji tesztek során rengetegszer lerobbant a McLaren MP4-30-as, Alonso pedig rejtélyes balesetet szenvedett (egyesek szerint áramütést kapott az autóban, ami miatt elvesztette az eszméletét és nekiment a falnak), ami miatt a szezonnyitót ki is kellett hagynia. A Honda motorjai a rendkívüli megbízhatatlanság mellett még lassúak is voltak, ezért Alonsónak folyamatosan küzdenie kellett azért, hogy nehogy megelőzzék. A japán nagydíjon, a Honda hazai futamán a csapatrádióban egyenesen GP2-es motornak nevezte az erőforrást. Egész évben mindössze kétszer szerzett pontot, a legjobb eredménye a magyar nagydíjon elért ötödik helye volt. 11 gyűjtött pontjával a 17. helyen zárta a bajnokságot.

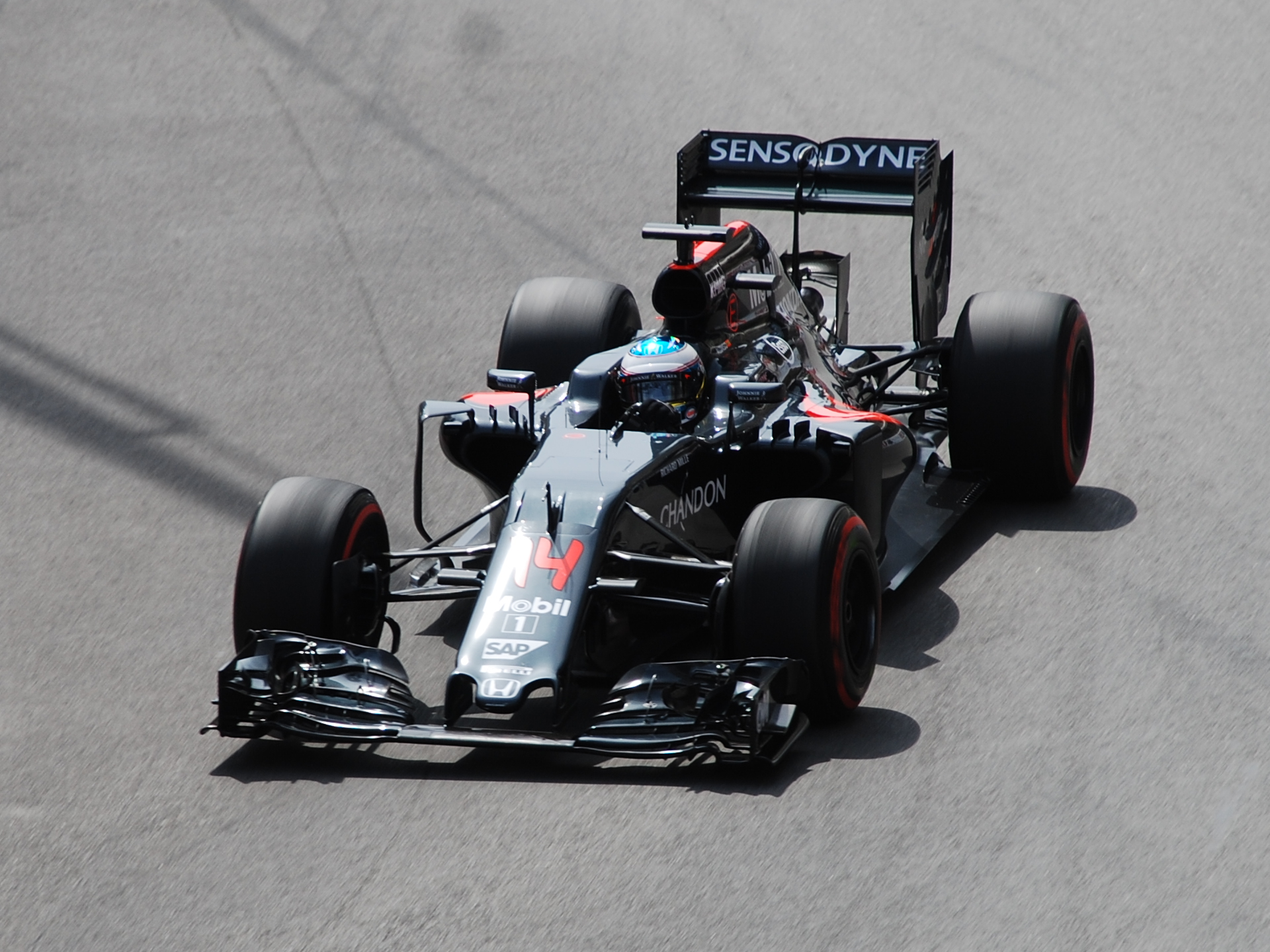
A 2016-os monacói nagydíjon

Az előző évi fiasskó ellenére 2016-ban is maradt a csapatnál. Alonso az ausztrál nagydíjon súlyos balesetet szenvedett, miután ráfutott Esteban Gutiérrez autójára. A spanyolnak több bordája is eltörött, ezért orvosi utasításra ki kellett hagynia a következő, bahreini nagydíjat. Az autó teljesítményét illetően továbbra is jelentős lemaradásban voltak az élmezőnyhöz képest, ugyanakkor a Honda javulásának köszönhetően a csapat felzárkózott a középmezőnybe, az időmérőn a Q3-ban rendszeres résztvevőnek számítottak, a futamokon pedig rendszeresen pontokat is szereztek, így év végén a csapatnak 76 ponttal a konstruktőri 6. helyet sikerült megszereznie. Alonso számára a szezon legjobb eredményét két 5. hely jelentette, amit Monacóban és Austinban sikerült megszereznie, és így a tizedik helyen zárta az idényt.
A bizakodásra okot adó 2016-os év után 2017-ben a Honda ismét egy rendkívül gyenge és megbízhatatlan erőforrással állt elő, a csapat első pontjait Alonsónak csak a szezon nyolcadik futamán, Bakuban sikerült megszereznie. A McLaren MCL32-esről elmondható volt, hogy a lassabb, kevésbé motorigényes pályákon viszonylag jól szerepelt, ugyanis Monacóban és a Hungaroringen is sikerült mindkét autóval továbbjutniuk a Q3-ba, utóbbi helyszínen a szombati jó eredményt vasárnap sikerült értékes pontokra váltaniuk, Vandoorne a 10. helyen, Alonso pedig a verseny leggyorsabb körét megfutva az előkelő 6. helyen látta meg a kockás zászlót. Az idény vége felé látszott egy kis javulás, aminek köszönhetően az utolsó három futamon sikerült pontokat szereznie, és így 17 ponttal a 15. helyen végzett.

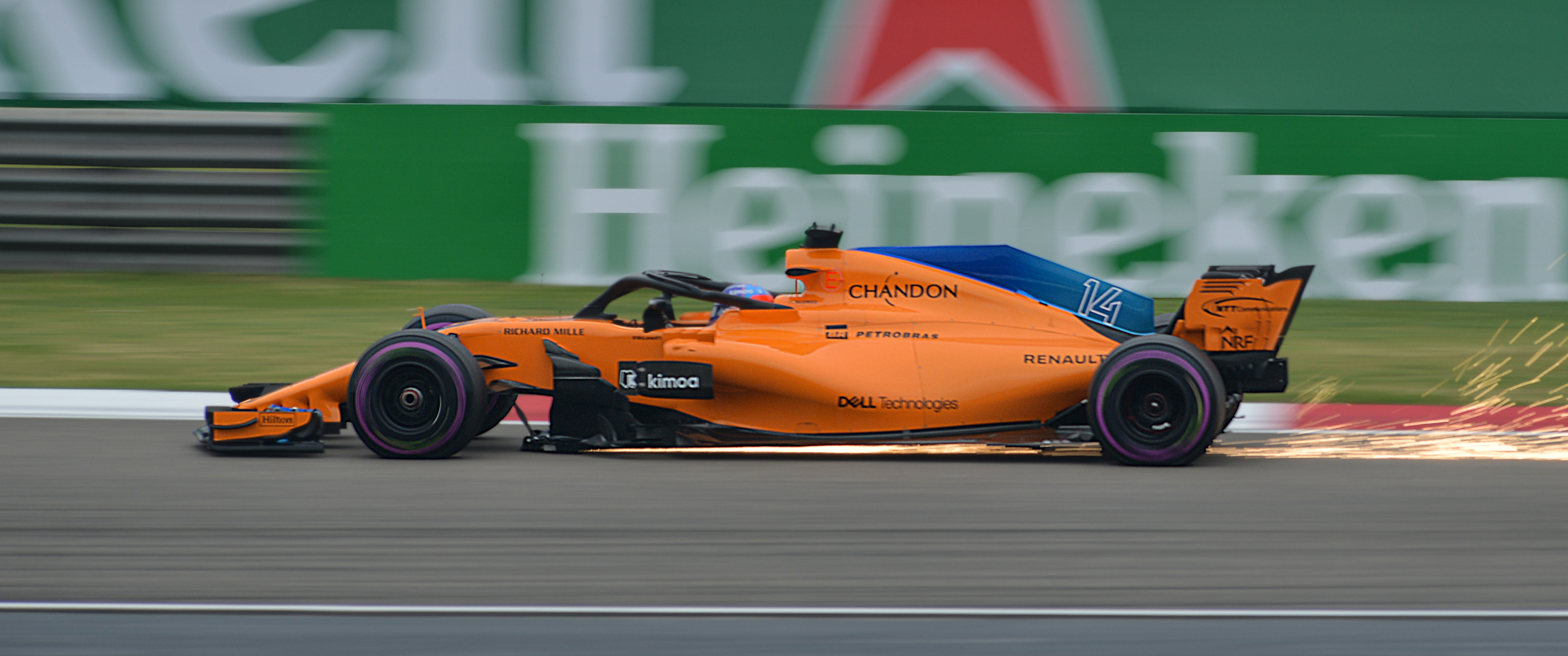
Alonso a 2018-as McLaren volánja mögött.

2017 végén a McLaren és a Honda együttműködése felbomlott, ez évtől kezdve a wokingi gárda története során először Renault motorokkal versenyzett. A McLaren vezetősége, és Fernando Alonso is bizakodó volt. A csapat egy szokatlan kinézetű kasztnit tervezett, ami már a szezon előtti teszteken is problémát okozott, ugyanis a sebtiben történt motorcsere miatt nem volt megfelelő a hűtés. A problémákat orvosolták, a kocsi nem tűnt rossznak, bár az előzetes várakozásokat nem tudta elérni. A szezon első 5 futamán a spanyol versenyző pontot szerzett, míg csapattársa csak háromszor. A jó szezonkezdés után három egymást követő versenyen is kiállni kényszerült, majd újabb pontokat zsebelt be az azt követő két versenyen. A szezon második felében nemcsak az autóval volt egyre több baj, hanem a csapategységgel is, így az angol csapatnál átszervezésbe kezdtek. Alonso ettől függetlenül jelentette be: év végén visszavonul, de nem tartja kizártnak, hogy pár év múlva visszajöjjön. A csapatot nem lepte meg a hír, és a bejelentés után pár nappal szerződést kötöttek a mezőny másik spanyol pilótájával, Carlos Sainzzal. Kisvártatva Alonso ezévi csapattársát, Stoffel Vandoorne-t is menesztették, ugyanis a teljesítménye nem volt meggyőző. Év végére az időmérős statisztika a belga számára lelombozó volt. Alonso 21–0 arányban győzte le őt. Mivel az autó a második félévre már semmilyen fejlesztést nem kapott, így a szezon eleji teljesítményt még Alonso se tudta megközelíteni, csupán egyszer tudott pontot szerezni.
Alonso a visszavonulását azzal indokolta, hogy elvesztette a lelkesedését a versenyzés iránt, hogy az kiszámítható végeredményűvé vált, és hogy a hangsúly egyre inkább a rádiózásokra és a pályán kívüli intrikákra helyeződött át. Mindazonáltal mint márkanagykövet és tesztpilóta 2019-ben is a McLarennél maradt, a 2019 áprilisában Bahreinben megtartott Pirelli-gumiteszten ő vezette az autót.

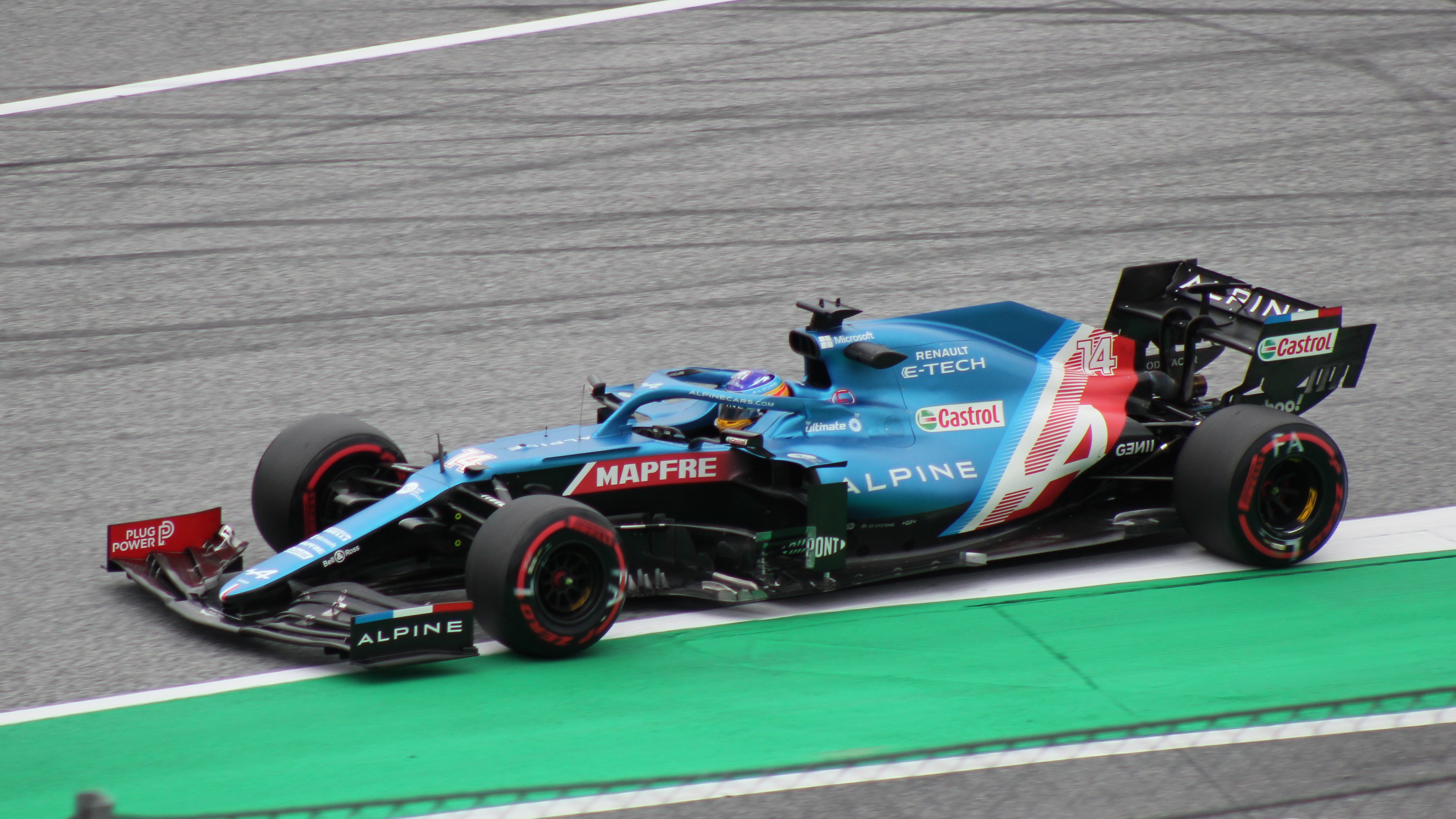
Alonso Ausztriában

#### Visszatérés az Alpine-nal (2021-2022)
2020 júliusában hivatalosan bejelentették, hogy Alonso két év kihagyás után, a 2021-es szezonban visszatér a Formula–1-es mezőnybe, méghozzá a Alpine F1 Team versenyzőjeként, miután a gyári Renault átnevezte az alakulatát. A spanyol pilóta 1 éves szerződést írt alá. Négy privát tesztlehetőséget kapott, ahol a Renault RS18-ast vezethette, majd nagy derültséget keltve a 2020-as szezon végén megrendezett "fiatal versenyzők" tesztjén ő vezethette a Renault RS20-ast. Első versenyén kénytelen volt kiállni, miután egy sisakfólia eltömítette a fékvezetéket, de már Imolában pontot szerzett egy 10. hellyel. A magyar nagydíjat egy ideig vezette is, és talán a győzelemre is lehetett volna esélye, azonban a körülmények alakulása folytán végül csapattársa, Esteban Ocon nyerte meg a versenyt, nem kis részben Alonso nagyszerű csapatmunkájának köszönhetően. A sikereket látva egyértelművé vált, hogy marad a csapattal a következő idényben is. Katarban harmadik lett, ami a 2014-es magyar nagydíj után az első dobogója lett.
Az Alpine 2022-ben is erős középcsapatnak számított, de nem tudtak a terveik szerint előrébb lépni. Alonsót ebben a szezonban rengeteg balszerencse sújtotta, a legtöbb esetben az Alpine A522-es valamilyen meghibásodása miatt, ami legalább 40 elvesztegetett pontjába került. Mivel az Alpine megbízhatatlan volt, és mivel a vezetőséggel a viszonya kezdett megromlani, ugyanis úgy látta, hogy a folyamatos egyéves szerződéshosszabbításaival csak a helyet készítik elő a bajnokaspiránsnak tartott Oscar Piastritnak, ezért a magyar nagydíjat követően informális megbeszélésbe kezdett Lawrence Stroll-lal, az Aston Martin tulajdonosával. A csapattal több évre szóló szerződést írt alá.

#### Aston Martin (2023-)
Először a 2022-es szezon végi teszten vezethette a csapat az évi, AMR22 kódnevű autóját, méghozzá minden szponzortól megfosztva, tiszta versenyzöldben. Bahreinben Alonso uralta a szabadedzéseket, majd a futamon dobogós helyen ért célba a két Red Bull mögött.
A következő, szaúd-arábiai nagydíjon a második pozícióból rajtolt (a Ferraris Charles Leclerc büntetése miatt), az első kanyarban az élre állt, azonban a Red Bull-autók a verseny végére megelőzték. Alonso szabálytalan rajtpozíciója miatt 5 másodperces büntetésben részesült, amelyet – a verseny végét, majd a pódiumra történő felállást és ünneplést követően – végre nem hajtottnak minősített (egy szerelő megérintette az autót az emelőállvánnyal), így Alonso idejéhez 10 másodpercet adtak büntetésképp, amivel a 4. helyre sorolták. Órákkal később az ítéletet visszavonták a stewardok, így Alonso megtarthatta a versenyen elért 3. helyezését és ezzel 100. dobogós eredményét. Az idény során még háromszor állhatott a dobogó harmadik fokára, sőt kétszer második lett, Azerbajdzsánban pedig megfutotta a verseny leggyorsabb körét. Győznie nem sikerült, sőt a szezon második felétől az Aston Martin látványosan visszaesett, mindazonáltal rendszeres pontszerző maradt még így is. Szingapúrban első versenyzőként érte el a százezer levezetett kilométert.
2024-ben ugyanúgy folytatódott minden, mint 2023 végén: a középmezőnybe visszasüllyedő Aston Martinnal Alonso legfeljebb a rendszeres pontszerzésre lehetett képes. Bár dobogóra nem állhatott, Kínában és Ausztriában is megfutotta a verseny leggyorsabb körét, Mexikóvárosban pedig a négyszázadik nagydíját futotta. 2025-ben újabb visszaesés következett: az első nyolc futamon pontot sem szerzett, ilyen rossz szériája 2015 óta nem volt. Ezt követően azonban újra rendszeres pontszerzések következtek.

### A Formula–1-en kívül

#### Indy500
2018. november 10-én bejelentette, hogy 2017-hez hasonlóan ott lesz a 2019-es indianapolisi 500-on. A csapata a McLaren Racing volt, partnerségben a Carlin Motorsport-tal. A 2019-es verseny időmérőedzésén nem jutott be a legjobb 33 közé ezért további három pilótával együtt "pótselejteznie" kellett. Ott minimális különbséget kikapott Kyle Kaiser-től és nem jutott tovább, ami azt jelentette, hogy a versenyen sem indulhatott, további két Carlinos csapattársával együtt. A Carlin-tól egyedül csak Charlie Kimball vehetett részt a versenyen.

#### Le Mans-i 24 órás verseny (2018–2019)
Parádést teljesítményt nyújtva megnyerte a 2018-as Le Mans-i 24 órás versenyt a Toyota Gazoo Racing csapatával az LMP1-es kategóriában, Sébastien Buemi és Nakadzsima Kazuki csapattársaként.

#### Daytonai 24 órás verseny (2018–2019)
Alonso Le Mans mellett indult az amerikában megrendezendő Daytonai 24 órás versenyen is a United Autosports és annak a Zack Brown csapatának színeiben aki tulajdonosa a McLarennek a Formula–1-ben.
A versenyt összetettben a 38., kategóriában pedig a 13. helyen zárta.
2018. november 27-én bejelentették, hogy újra indul a hosszútávú versenyen a Wayne Taylor Racing csapattal. A versenyt kétszer is félbeszakították a rendkívüli esőzések miatt, amely szakasz előtt Alonso az utolsó teljes körben előzte meg Felipe Nasr autóját. A második piros zászlós szakaszt egy órával a stopper lejárta előtt hirdették, ami után el sem indult a mezőny és tíz perccel a futam vége előtt, bejelentették a végeredményt, ami azt jelentette, hogy Alonso és csapattársai: Kobajasi Kamui, Jordan Taylor és Renger van der Zande megnyerték a viadalt.

### FIA World Endurance Championship

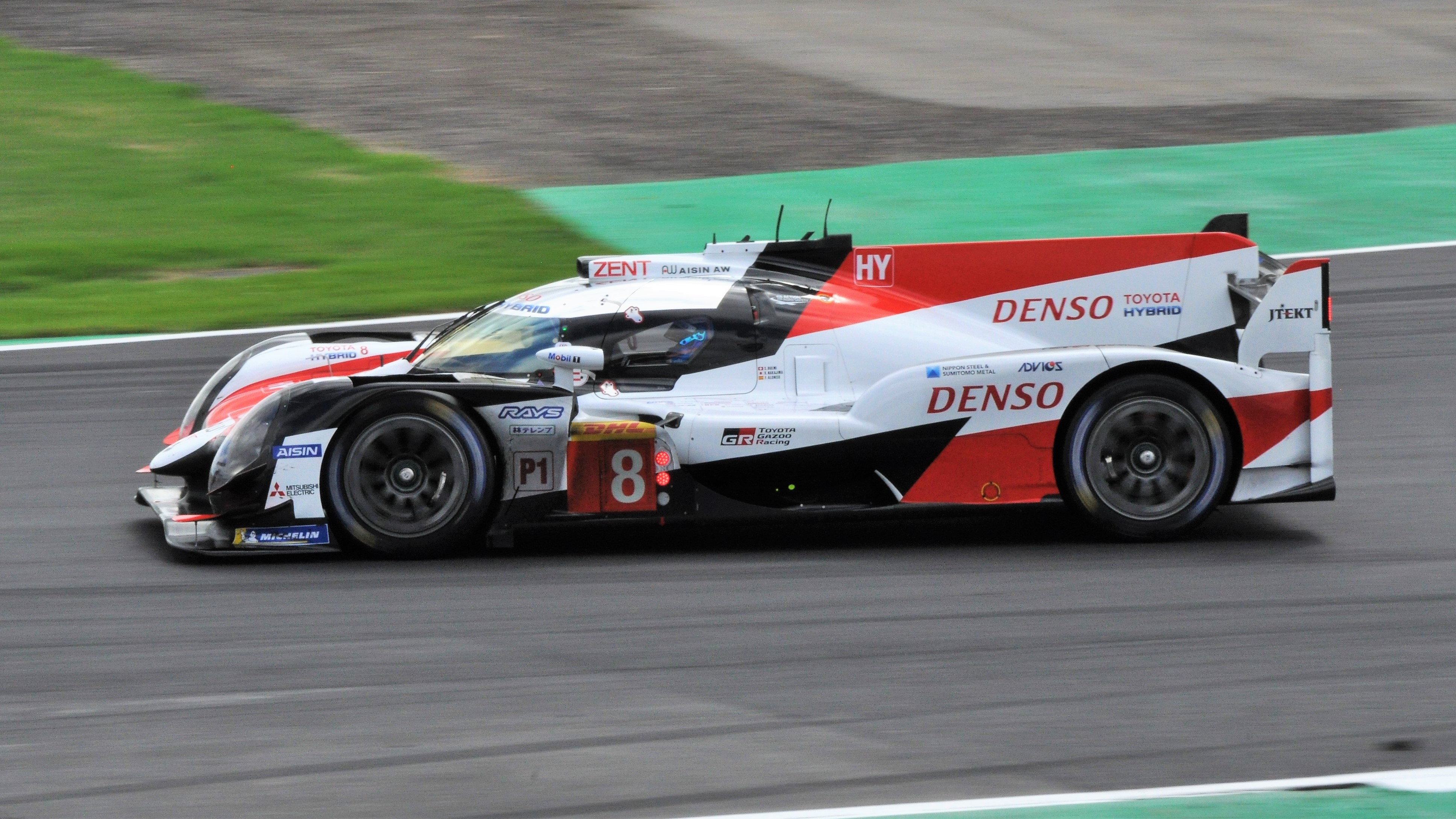
Alonso a 8-as számú Toyota TS050 Hybrid autóval teljesítette eddigi egyetlen WEC-szezonját.

2017 novemberében Alonso részt vett a Hosszútávú-világbajnokság újonc tesztén Bahrein-ben, a Toyota Gazzoo Racing csapatával, összesen 113 kört teljesített. 2018. január 30-án A McLaren bejelentette, hogy engedélyezi számára azt, hogy elinduljon a 2018–19-es Hosszútávú-világbajnokság szuper-szezonjában. Alonso csapattársai Sébastien Buemi és Nakadzsima Kazuki voltak. A szezon első fordulójában Spa-ban a spanyol megfutotta a leggyorsabb kört élete legelső szabadedzésén. Alonso 8-as rajtszámú egysége nyerte meg a versenyt, ezzel a 2013. évi spanyol nagydíj óta ez volt a legelső győzelme. A 2018-as Le Mans-i 24 órás versenyt az autó az élről kezdhette, miután Nakadzsima egy 3:15.377 időt futott meg. A kockás zászlót elsőként látták meg, ezzel Alonso élete első Le Mans-i 24 órás versenyét is megnyerte. Silverstone-ban a második rajtkockát szerezték meg, és meg is nyerték a versenyt, azonban az autó szabálytalansága miatt utólag kizárták mindkét Toyotát a versenyből. Fuji-ban és Sanghaj-ban a második helyet szerezte meg az egység, azonban a szezon hátralévő versenyeit megnyerték, köztük a Sebring-en, Spa-ban és Le Mans-on rendezett futamokat. 198 ponttal a 8-as rajtszámú Toyota megnyerte a bajnokságot a gárda 7-es egységével szemben.

### Dakar-rali
2019 októberében hivatalosan is bejelentésre került, hogy indul a 2020-as Dakar-ralin az autósok között egy Toyota Hilux-al. Navigátora honfitársa, Marc Coma volt, aki motorversenyzőként ötször szerezte meg a győzelmet a legendás viadalon. A verseny 2. szakaszán egy sziklának ütközött, ami kárt tett az autója futóművében, ennek következtében a páros 2 és fél órára a sivatagban ragadt, mert meg kellett várniuk a csapatuk szervizkamionját. A 8. szakaszon kiegyensúlyozott teljesítményének köszönhetően a 2. helyen ért célba Mathieu Serradori mögött. A 10. etap elején nagy balesetet szenvedett, miután rossz szögben találta el az egyik homokdűnét. A Hilux több ponton is megsérült, többek között a szélvédője is betört, így több mint 1 órás lemaradást könyvelhetett el az élen haladókkal szemben. Végül összetettben a 13. helyen zárta a 7900 km-es tereprali-versenyt.

## Vezetési stílusa
Alonsót széles körben minden idők egyik legjobb Formula–1-es pilótájának tartják. Gyors és egyenletes teljesítményre képes, aki minden körülmények között ki tudja hozni az autójából a maximumot. Agresszív vezetési stílusának jellegzetessége a kései fékezés, hogy tempóvesztés nélkül tudjon ráfordulni a kanyarra. Ez a fajta, a tapadási határokon való autózás főként az időmérő edzéseken és a futamok első köreiben jellemzi őt. 

## Sisakjai
2001-ben a Bieffe, 203-tól 2009-ig és 2016-ban az Arai, 2010-től 2015-ig a Schuberth, 2017-től pedig a Bell gyártja a sisakjait. Ezek alapszínei a sárga és a piros, melyek Spanyolország nemzeti színei, valamint Asztúria kékje is rajta van, két ezüst villámjel társaságában, amelyet egy gyerekkori távirányítós autója ihletett. Asztúria arany keresztje is rajta van a sisakon, általában a hátsó részen. Csapatváltásai alkalmával változtatni szokott a dizájnon.
2008-ban a sisakján a francia kártya szimbólumaival jelezte kétszeres világbajnoki titulusát. 2011-től 2013-ig Monacóban, valamint 2011-ben Szingapúrban a kék és sárga színek helyett aranyat és sárgát használt. 2013-ban Indiában sisakja fehér alapon tartalmazta az 1571-es számot, utalva arra, hogy akkor rekordot jelentő összpontszáma ennyi volt a Formula–1-ben. Utolsó ferraris futamán 2014-ben egy piros színekkel rajzolt boxkiállást rajzoltatott rá, amit több csapattag is aláírt, és rajta volt az olasz zászló is. A 2017-es Indianapolis 500-on és az azévi amerikai nagydíjon sisakja fekete volt, vörös, sárga és kék csíkokkal, valamint a rajtszámával. 2018-ban a daytonai 24 óráson ugyanezt a mintát használta, de fekete helyett fehér színnel. 
2018-tól sisakja eleje dominánsan kék, hátsó része pedig vörös és sárga. Az az évi szezonzárón, mely eredetileg az utolsó verseny lett volna, szintén különleges sisakfestést használt, mellyel 32 futamgyőzelme előtt is tisztelgett.

## Menedzsment
Saját pilótamenedzser vállalkozást üzemeltet, A14 Management néven. Számtalan fiatal pilóta karrierjét karolta fel, köztük volt többek között Maximilian Günther, Clément Novalak, Nikola Tsolov, Gabriel Bortoleto, Pepe Martí, Sebastián Montoya, Chloe Chambers, Han Cenyu, Andrés Cárdenas és Carl Bennett.

## Magánélete
2006-ban vette feleségül Raquel del Rosario énekesnőt, akitől 2011-ben vált el. 2015-2016 között Lara Álvarez televíziós műsorvezető volt a menyasszonya, 2016 és 2021 között az olasz modell Linda Morselli volt a barátnője.
Alonso a Real Madrid és a Real Oviedo csapatának szurkolója, kedvenc hobbija a kerékpározás. Folyékonyan beszél angolul, franciául és olaszul is. Autógyűjteményében megtalálható egy McLaren P1, egy Ferrari 458 Italia, egy Nissan GT-R, és egy Honda NSX.

## Eredményei

### Karrier összefoglaló
| Szezon  | Bajnokság                       | Csapat                                | Verseny        | Győzelem       | Pole           | Leggyorsabb kör | Dobogós helyezés | Pont           | Helyezés       |
| ------- | ------------------------------- | ------------------------------------- | -------------- | -------------- | -------------- | --------------- | ---------------- | -------------- | -------------- |
| 1999    | Euro Open by Nissan             | Campos Motorsport                     | 15             | 6              | 6              | 5               | 8                | 164            | 1.             |
| 2000    | Nemzetközi Formula–3000         | Team Astromega                        | 9              | 1              | 1              | 2               | 2                | 17             | 4.             |
| 2001    | Formula–1                       | European Minardi F1                   | 17             | 0              | 0              | 0               | 0                | 0              | 23.            |
| 2002    | Formula–1                       | Mild Seven Renault F1 Team            | tesztversenyző | tesztversenyző | tesztversenyző | tesztversenyző  | tesztversenyző   | tesztversenyző | tesztversenyző |
| 2003    | Formula–1                       | Mild Seven Renault F1 Team            | 16             | 1              | 2              | 1               | 4                | 55             | 6.             |
| 2004    | Formula–1                       | Mild Seven Renault F1 Team            | 18             | 0              | 1              | 0               | 4                | 59             | 4.             |
| 2005    | Formula–1                       | Mild Seven Renault F1 Team            | 19             | 7              | 6              | 2               | 15               | 133            | 1.             |
| 2006    | Formula–1                       | Mild Seven Renault F1 Team            | 18             | 7              | 6              | 5               | 14               | 134            | 1.             |
| 2007    | Formula–1                       | Vodafone McLaren Mercedes             | 17             | 4              | 2              | 3               | 12               | 109            | 3.             |
| 2008    | Formula–1                       | ING Renault F1 Team                   | 18             | 2              | 0              | 0               | 3                | 61             | 5.             |
| 2009    | Formula–1                       | ING Renault F1 Team                   | 17             | 0              | 1              | 2               | 1                | 26             | 9.             |
| 2010    | Formula–1                       | Scuderia Ferrari Marlboro             | 19             | 5              | 2              | 5               | 10               | 252            | 2.             |
| 2011    | Formula–1                       | Scuderia Ferrari                      | 19             | 1              | 0              | 1               | 10               | 257            | 4.             |
| 2012    | Formula–1                       | Scuderia Ferrari                      | 20             | 3              | 2              | 0               | 13               | 278            | 2.             |
| 2013    | Formula–1                       | Scuderia Ferrari                      | 19             | 2              | 0              | 2               | 9                | 242            | 2.             |
| 2014    | Formula–1                       | Scuderia Ferrari                      | 19             | 0              | 0              | 0               | 2                | 161            | 6.             |
| 2015    | Formula–1                       | McLaren Honda                         | 18             | 0              | 0              | 0               | 0                | 11             | 17.            |
| 2016    | Formula–1                       | McLaren Honda                         | 20             | 0              | 0              | 1               | 0                | 54             | 10.            |
| 2017    | Formula–1                       | McLaren Honda                         | 19             | 0              | 0              | 1               | 0                | 17             | 15.            |
| 2017    | IndyCar                         | McLaren-Honda-Andretti                | 1              | 0              | 0              | 0               | 0                | 47             | 29.            |
| 2018    | Formula–1                       | McLaren F1 Team                       | 21             | 0              | 0              | 0               | 0                | 50             | 11.            |
| 2018    | Le Mans-i 24 órás verseny       | Toyota Gazoo Racing                   | 1              | 1              | 1              | 0               | 1                |                | 1.             |
| 2018    | WeatherTech SportsCar-bajnokság | United Autosports                     | 1              | 0              | 0              | 0               | 0                | 18             | 58.            |
| 2018–19 | WEC                             | Toyota Gazoo Racing                   | 8              | 5              | 4              | 0               | 7                | 198            | 1.             |
| 2019    | WeatherTech SportsCar-bajnokság | Konica Minolta Cadillac               | 1              | 1              | 0              | 0               | 1                | 35             | 27.            |
| 2019    | Le Mans-i 24 órás verseny       | Toyota Gazoo Racing                   | 1              | 1              | 0              | 0               | 1                |                | 1.             |
| 2019    | IndyCar                         | McLaren Racing                        | 0              | 0              | 0              | 0               | 0                | 0              | Hn             |
| 2020    | Dakar-rali                      | Toyota Gazoo Racing                   | 1              | 0              |                |                 | 0                |                | 13.            |
| 2020    | IndyCar                         | Arrow McLaren SP                      | 1              | 0              | 0              | 0               | 0                | 18             | 31.            |
| 2021    | Formula–1                       | Alpine F1 Team                        | 22             | 0              | 0              | 0               | 1                | 81             | 10.            |
| 2022    | Formula–1                       | BWT Alpine F1 Team                    | 22             | 0              | 0              | 0               | 0                | 81             | 9.             |
| 2023    | Formula–1                       | Aston Martin Aramco Cognizant F1 Team | 22             | 0              | 0              | 1               | 8                | 206            | 4.             |
| 2024    | Formula–1                       | Aston Martin Aramco Cognizant F1 Team | 24             | 0              | 0              | 2               | 0                | 70             | 9.             |

### Formula–1-es statisztikái
| Év                  | Csapat              | Verseny     | Győzelem    | Pole pozíció | Leggy. kör  | Dobogó      | Pont        | Helyezés    |
| ------------------- | ------------------- | ----------- | ----------- | ------------ | ----------- | ----------- | ----------- | ----------- |
| 2001                | Minardi             | 17          | 0           | 0            | 0           | 0           | 0           | 23.         |
| 2002                | Renault             | Tesztpilóta | Tesztpilóta | Tesztpilóta  | Tesztpilóta | Tesztpilóta | Tesztpilóta | Tesztpilóta |
| 2003                | Renault             | 16          | 1           | 2            | 1           | 4           | 55          | 6.          |
| 2004                | Renault             | 18          | 0           | 1            | 0           | 4           | 59          | 4.          |
| 2005                | Renault             | 19          | 7           | 6            | 2           | 15          | 133         | 1.          |
| 2006                | Renault             | 18          | 7           | 6            | 5           | 14          | 134         | 1.          |
| 2007                | McLaren             | 17          | 4           | 2            | 3           | 12          | 109         | 3.          |
| 2008                | Renault             | 18          | 2           | 0            | 0           | 3           | 61          | 5.          |
| 2009                | Renault             | 17          | 0           | 1            | 2           | 1           | 26          | 9.          |
| 2010                | Ferrari             | 19          | 5           | 2            | 5           | 10          | 252         | 2.          |
| 2011                | Ferrari             | 19          | 1           | 0            | 1           | 10          | 257         | 4.          |
| 2012                | Ferrari             | 20          | 3           | 2            | 0           | 13          | 278         | 2.          |
| 2013                | Ferrari             | 19          | 2           | 0            | 2           | 9           | 242         | 2.          |
| 2014                | Ferrari             | 19          | 0           | 0            | 0           | 2           | 161         | 6.          |
| 2015                | McLaren             | 18          | 0           | 0            | 0           | 0           | 11          | 17.         |
| 2016                | McLaren             | 20          | 0           | 0            | 1           | 0           | 54          | 10.         |
| 2017                | McLaren             | 19          | 0           | 0            | 1           | 0           | 17          | 14.         |
| 2018                | McLaren             | 21          | 0           | 0            | 0           | 0           | 50          | 11.         |
| 2021                | Alpine              | 22          | 0           | 0            | 0           | 1           | 81          | 10.         |
| 2022                | Alpine              | 22          | 0           | 0            | 0           | 0           | 81          | 9.          |
| 2023                | Aston Martin        | 22          | 0           | 0            | 1           | 8           | 206         | 4.          |
| 2024                | Aston Martin        | 24          | 0           | 0            | 2           | 0           | 70          | 9.          |
| Karrier összesítése | Karrier összesítése | 404         | 32          | 22           | 26          | 106         | 2337        |             |

(A 2024-es Formula–1 abu-dzabi nagydíj után frissült)

### Győzelmei a Formula-1-ben
| Év   | Nagydíj             | Csapat  | Verseny |
| ---- | ------------------- | ------- | ------- |
| 2003 | magyar nagydíj      | Renault | 30.     |
| 2005 | maláj nagydíj       | Renault | 53.     |
| 2005 | bahreini nagydíj    | Renault | 54.     |
| 2005 | San marinói nagydíj | Renault | 55.     |
| 2005 | európai nagydíj     | Renault | 58.     |
| 2005 | francia nagydíj     | Renault | 61.     |
| 2005 | német nagydíj       | Renault | 63.     |
| 2005 | kínai nagydíj       | Renault | 70.     |
| 2006 | bahreini nagydíj    | Renault | 71.     |
| 2006 | ausztrál nagydíj    | Renault | 73.     |
| 2006 | spanyol nagydíj     | Renault | 76.     |
| 2006 | monacói nagydíj     | Renault | 77.     |
| 2006 | brit nagydíj        | Renault | 78.     |
| 2006 | kanadai nagydíj     | Renault | 79.     |
| 2006 | japán nagydíj       | Renault | 87.     |
| 2007 | maláj nagydíj       | McLaren | 90.     |
| 2007 | monacói nagydíj     | McLaren | 93.     |
| 2007 | európai nagydíj     | McLaren | 98.     |
| 2007 | olasz nagydíj       | McLaren | 101.    |
| 2008 | szingapúri nagydíj  | Renault | 120.    |
| 2008 | japán nagydíj       | Renault | 121.    |
| 2010 | bahreini nagydíj    | Ferrari | 141.    |
| 2010 | német nagydíj       | Ferrari | 151.    |
| 2010 | olasz nagydíj       | Ferrari | 154.    |
| 2010 | szingapúri nagydíj  | Ferrari | 155.    |
| 2010 | koreai nagydíj      | Ferrari | 157.    |
| 2011 | brit nagydíj        | Ferrari | 168.    |
| 2012 | maláj nagydíj       | Ferrari | 180.    |
| 2012 | európai nagydíj     | Ferrari | 186.    |
| 2012 | német nagydíj       | Ferrari | 188.    |
| 2013 | kínai nagydíj       | Ferrari | 201.    |
| 2013 | spanyol nagydíj     | Ferrari | 203.    |

### Teljes Euro Open by Nissan eredménysorozata
(Táblázat értelmezése)

(Félkövér: pole-pozícióból indult; dőlt: leggyorsabb kört futott) 

| Év   | Csapat            | 1        | 2       | 3        | 4        | 5        | 6       | 7        | 8        | 9       | 10       | 11    | 12      | 13      | 14      | 15      | 16      | Helyezés | Pont |
| ---- | ----------------- | -------- | ------- | -------- | -------- | -------- | ------- | -------- | -------- | ------- | -------- | ----- | ------- | ------- | ------- | ------- | ------- | -------- | ---- |
| 1999 | Campos Motorsport | ALB 1 Ki | ALB 2 1 | JER 1 Ki | JER 2 Ni | JAR 1 Ki | JAR 2 1 | MNZ 1 Ki | MNZ 2 Ki | JAR 1 2 | JAR 2 Ki | DON 1 | DON 2 1 | CAT 1 7 | CAT 2 1 | VAL 1 2 | VAL 2 1 | 1.       | 164  |

### Teljes Nemzetközi Formula–3000-es eredménysorozata
(Táblázat értelmezése)

(Félkövér: pole-pozícióból indult; dőlt: leggyorsabb kört futott) 

| Év   | Csapat         | 1     | 2       | 3      | 4      | 5     | 6      | 7     | 8      | 9     | 10    | Helyezés | Pont |
| ---- | -------------- | ----- | ------- | ------ | ------ | ----- | ------ | ----- | ------ | ----- | ----- | -------- | ---- |
| 2000 | Team Astromega | IMO 9 | SIL Kiz | CAT 15 | NÜR Ki | MON 8 | MAG Ki | A1R 6 | HOC Ki | HUN 2 | SPA 1 | 4.       | 17   |

### Teljes Formula–1-es eredménysorozata
(Táblázat értelmezése)

(Félkövér: pole-pozícióból indult; dőlt: leggyorsabb kört futott) 

| Év   | Csapat       | 1      | 2      | 3       | 4      | 5      | 6      | 7       | 8       | 9       | 10      | 11      | 12      | 13      | 14     | 15     | 16     | 17     | 18     | 19     | 20      | 21     | 22     | 23    | 24    | Helyezés | Pont |
| ---- | ------------ | ------ | ------ | ------- | ------ | ------ | ------ | ------- | ------- | ------- | ------- | ------- | ------- | ------- | ------ | ------ | ------ | ------ | ------ | ------ | ------- | ------ | ------ | ----- | ----- | -------- | ---- |
| 2001 | Minardi      | AUS 12 | MAL 13 | BRA Ki  | SMR Ki | ESP 13 | AUT Ki | MON Ki  | CAN Ki  | EUR 14  | FRA 17† | GBR 16  | GER 10  | HUN Ki  | BEL Ni | ITA 13 | USA Ki | JPN 11 |        |        |         |        |        |       |       | 23.      | 0    |
| 2003 | Renault      | AUS 7  | MAL 3  | BRA 3   | SMR 6  | ESP 2  | AUT Ki | MON 5   | CAN 4   | EUR 4   | FRA Ki  | GBR Ki  | GER 4   | HUN 1   | ITA 8  | USA Ki | JPN Ki |        |        |        |         |        |        |       |       | 6.       | 55   |
| 2004 | Renault      | AUS 3  | MAL 7  | BHR 6   | SMR 4  | ESP 4  | MON Ki | EUR 5   | CAN Ki  | USA Ki  | FRA 2   | GBR 10  | GER 3   | HUN 3   | BEL Ki | ITA Ki | CHN 4  | JPN 5  | BRA 4  |        |         |        |        |       |       | 4.       | 59   |
| 2005 | Renault      | AUS 3  | MAL 1  | BHR 1   | SMR 1  | ESP 2  | MON 4  | EUR 1   | CAN Ki  | USA Ni  | FRA 1   | GBR 2   | GER 1   | HUN 11  | TUR 2  | ITA 2  | BEL 2  | BRA 3  | JPN 3  | CHN 1  |         |        |        |       |       | 1.       | 133  |
| 2006 | Renault      | BHR 1  | MAL 2  | AUS 1   | SMR 2  | EUR 2  | ESP 1  | MON 1   | GBR 1   | CAN 1   | USA 5   | FRA 2   | GER 5   | HUN Ki  | TUR 2  | ITA Ki | CHN 2  | JPN 1  | BRA 2  |        |         |        |        |       |       | 1.       | 134  |
| 2007 | McLaren      | AUS 2  | MAL 1  | BHR 5   | ESP 3  | MON 1  | CAN 7  | USA 2   | FRA 7   | GBR 2   | EUR 1   | HUN 4   | TUR 3   | ITA 1   | BEL 3  | JPN Ki | CHN 2  | BRA 3  |        |        |         |        |        |       |       | 3.       | 109  |
| 2008 | Renault      | AUS 4  | MAL 8  | BHR 10  | ESP Ki | TUR 6  | MON 10 | CAN Ki  | FRA 8   | GBR 6   | GER 11  | HUN 4   | EUR Ki  | BEL 4   | ITA 4  | SIN 1  | JPN 1  | CHN 4  | BRA 2  |        |         |        |        |       |       | 5.       | 61   |
| 2009 | Renault      | AUS 5  | MAL 11 | CHN 9   | BHR 8  | ESP 5  | MON 7  | TUR 10  | GBR 14  | GER 7   | HUN Ki  | EUR 6   | BEL Ki  | ITA 5   | SIN 3  | JPN 10 | BRA Ki | UAE 14 |        |        |         |        |        |       |       | 9.       | 26   |
| 2010 | Ferrari      | BHR 1  | AUS 4  | MAL Ki  | CHN 4  | ESP 2  | MON 6  | TUR 8   | CAN 3   | EUR 8   | GBR 14  | GER 1   | HUN 2   | BEL Ki  | ITA 1  | SIN 1  | JPN 3  | KOR 1  | BRA 3  | UAE 7  |         |        |        |       |       | 2.       | 252  |
| 2011 | Ferrari      | AUS 4  | MAL 6  | CHN 7   | TUR 3  | ESP 5  | MON 2  | CAN Ki  | EUR 2   | GBR 1   | GER 2   | HUN 3   | BEL 4   | ITA 3   | SIN 4  | JPN 2  | KOR 5  | IND 3  | UAE 2  | BRA 4  |         |        |        |       |       | 4.       | 257  |
| 2012 | Ferrari      | AUS 5  | MAL 1  | CHN 9   | BHR 7  | ESP 2  | MON 3  | CAN 5   | EUR 1   | GBR 2   | GER 1   | HUN 5   | BEL Ki  | ITA 3   | SIN 3  | JPN Ki | KOR 3  | IND 2  | UAE 2  | USA 3  | BRA 2   |        |        |       |       | 2.       | 278  |
| 2013 | Ferrari      | AUS 2  | MAL Ki | CHN 1   | BHR 8  | ESP 1  | MON 7  | CAN 2   | GBR 3   | GER 4   | HUN 5   | BEL 2   | ITA 2   | SIN 2   | KOR 6  | JPN 4  | IND 11 | UAE 5  | USA 5  | BRA 3  |         |        |        |       |       | 2.       | 242  |
| 2014 | Ferrari      | AUS 4  | MAL 4  | BHR 9   | CHN 3  | ESP 6  | MON 4  | CAN 6   | AUT 5   | GBR 6   | GER 5   | HUN 2   | BEL 7   | ITA Ki  | SIN 4  | JPN Ki | RUS 6  | USA 6  | BRA 6  | UAE 9  |         |        |        |       |       | 6.       | 161  |
| 2015 | McLaren      | AUS    | MAL Ki | CHN 12  | BHR 11 | ESP Ki | MON Ki | CAN Ki  | AUT Ki  | GBR 10  | HUN 5   | BEL 13  | ITA 18† | SIN Ki  | JPN 11 | RUS 11 | USA 11 | MEX Ki | BRA 15 | UAE 17 |         |        |        |       |       | 17.      | 11   |
| 2016 | McLaren      | AUS Ki | BHR    | CHN 12  | RUS 6  | ESP Ki | MON 5  | CAN 11  | EUR Ki  | AUT 18† | GBR 13  | HUN 7   | GER 12  | BEL 7   | ITA 14 | SIN 7  | MAL 7  | JPN 16 | USA 5  | MEX 13 | BRA 10  | UAE 10 |        |       |       | 10.      | 54   |
| 2017 | McLaren      | AUS Ki | CHN Ki | BHR 14† | RUS Ni | ESP 12 | MON    | CAN 16† | AZE 9   | AUT Ki  | GBR Ki  | HUN 6   | BEL Ki  | ITA 17† | SIN Ki | MAL 11 | JPN 11 | USA Ki | MEX 10 | BRA 8  | UAE 9   |        |        |       |       | 15.      | 17   |
| 2018 | McLaren      | AUS 5  | BHR 7  | CHN 7   | AZE 7  | ESP 8  | MON Ki | CAN Ki  | FRA 16† | AUT 8   | GBR 8   | GER 16† | HUN 8   | BEL Ki  | ITA Ki | SIN 7  | RUS 14 | JPN 14 | USA Ki | MEX Ki | BRA 17  | UAE 11 |        |       |       | 11.      | 50   |
| 2021 | Alpine       | BHR Ki | EMI 10 | POR 8   | ESP 17 | MON 13 | AZE 6  | FRA 8   | STY 9   | AUT 10  | GBR 7   | HUN 4   | BEL 11  | NED 6   | ITA 8  | RUS 6  | TUR 16 | USA Ki | MEX 9  | BRA 9  | QAT 3   | SAU 13 | UAE 8  |       |       | 10.      | 81   |
| 2022 | Alpine       | BHR 9  | SAU Ki | AUS 17  | EMI Ki | MIA 11 | ESP 9  | MON 7   | AZE 7   | CAN 9   | GBR 5   | AUT 10  | FRA 6   | HUN 8   | BEL 5  | NED 6  | ITA Ki | SIN Ki | JPN 7  | USA 7  | MEX 19† | BRA 5  | UAE Ki |       |       | 9.       | 81   |
| 2023 | Aston Martin | BHR 3  | SAU 3  | AUS 3   | AZE 4  | MIA 3  | MON 2  | ESP 7   | CAN 2   | AUT 5   | GBR 7   | HUN 9   | BEL 5   | NED 2   | ITA 9  | SIN 15 | JPN 8  | QAT 6  | USA Ki | MEX Ki | BRA 3   | LVS 9  | UAE 7  |       |       | 4.       | 206  |
| 2024 | Aston Martin | BHR 9  | SAU 5  | AUS 8   | JPN 6  | CHN 7  | MIA 9  | EMI 19  | MON 11  | CAN 6   | ESP 12  | AUT 18  | GBR 8   | HUN 11  | BEL 8  | NED 10 | ITA 11 | AZE 6  | SIN 8  | USA 13 | MEX Ki  | BRA 14 | LVS 11 | QAT 7 | UAE 9 | 9.       | 70   |
| 2025 | Aston Martin | AUS Ki | CHN Ki | JPN 11  | BHR 15 | SAU 11 | MIA 15 | EMI 11  | MON Ki  | ESP 9   | CAN 7   | AUT 7   | GBR 9   | BEL 17  | HUN 5  | NED    | ITA    | AZE    | SIN    | USA    | MEX     | BRA    | LVS    | QAT   | UAE   | 11.*     | 26*  |

* Szezon folyamatban.
† A versenyt nem fejezte be, de helyezését értékelték, mert a versenytáv több, mint 90%-át teljesítette.
Megjegyzés: 2014-ben a szezonzáró nagydíjon dupla pontokat osztottak.

### Indianapolis 500
| Év   | Kasztni | Motor     | Rajthely | Eredmény | Csapat                 |
| ---- | ------- | --------- | -------- | -------- | ---------------------- |
| 2017 | Dallara | Honda     | 5        | 24       | McLaren-Honda Andretti |
| 2019 | Dallara | Chevrolet | NK       | NK       | McLaren Racing         |

### Daytonai 24 órás autóverseny
| Év   | Csapat                  | Csapattárs                                        | Autó                    | Kategória | Kör | Összetett Helyezés | Kategória Helyezés |
| ---- | ----------------------- | ------------------------------------------------- | ----------------------- | --------- | --- | ------------------ | ------------------ |
| 2018 | United Autosports       | Lando Norris Philip Hanson                        | Ligier JS P217 – Gibson | P         | 718 | 38.                | 13.                |
| 2019 | Konica Minolta Cadillac | Kobajasi Kamui Jordan Taylor Renger van der Zande | Cadillac DPi-V.R        | DPi       | 593 | 1.                 | 1.                 |

### Le Mans-i 24 órás autóverseny
| Év   | Csapat              | Csapattárs                        | Autó                | Kategória | Kör | Összetett Helyezés | Kategória Helyezés |
| ---- | ------------------- | --------------------------------- | ------------------- | --------- | --- | ------------------ | ------------------ |
| 2018 | Toyota Gazoo Racing | Nakadzsima Kazuki Sébastien Buemi | Toyota TS050 Hybrid | LMP1      | 388 | 1.                 | 1.                 |
| 2019 | Toyota Gazoo Racing | Nakadzsima Kazuki Sébastien Buemi | Toyota TS050 Hybrid | LMP1      | 385 | 1.                 | 1.                 |

### Teljes FIA World Endurance Championship eredménysorozata
(Táblázat értelmezése)

(Félkövér: pole-pozícióból indult; dőlt: leggyorsabb kört futott) 

| Év      | Csapat              | Osztály | Kasztni             | Motor                          | 1     | 2     | 3       | 4     | 5     | 6     | 7     | 8     | Helyezés | Pont |
| ------- | ------------------- | ------- | ------------------- | ------------------------------ | ----- | ----- | ------- | ----- | ----- | ----- | ----- | ----- | -------- | ---- |
| 2018–19 | Toyota Gazoo Racing | LMP1    | Toyota TS050 Hybrid | Toyota 2.4 L Turbo V6 (Hybrid) | SPA 1 | LMS 1 | SIL Kiz | FUJ 2 | SHA 2 | SEB 1 | SPA 1 | LMS 1 | 1.       | 198  |

### Dakar-rali
| Év   | Kategória | Gyártó | Navigátor | Szakaszgyőzelmek | Helyezés |
| ---- | --------- | ------ | --------- | ---------------- | -------- |
| 2020 | Autó      | Toyota | Marc Coma | 0                | 13.      |

## Becenevek
Alonsót hazájában sokszor hívják "Magic Alonsónak" (azaz "Varázslatos Alonsónak"), ami egyben utalás hobbijára, a bűvészkedésre is. Több interjúban is elárulta, a neve nem olyan hosszú, hogy becézésre szorulna, mégis gyakran hívják beceneveken (Fer, Ferni, Feri, Nando, Nano).